# Seksuele opwinding

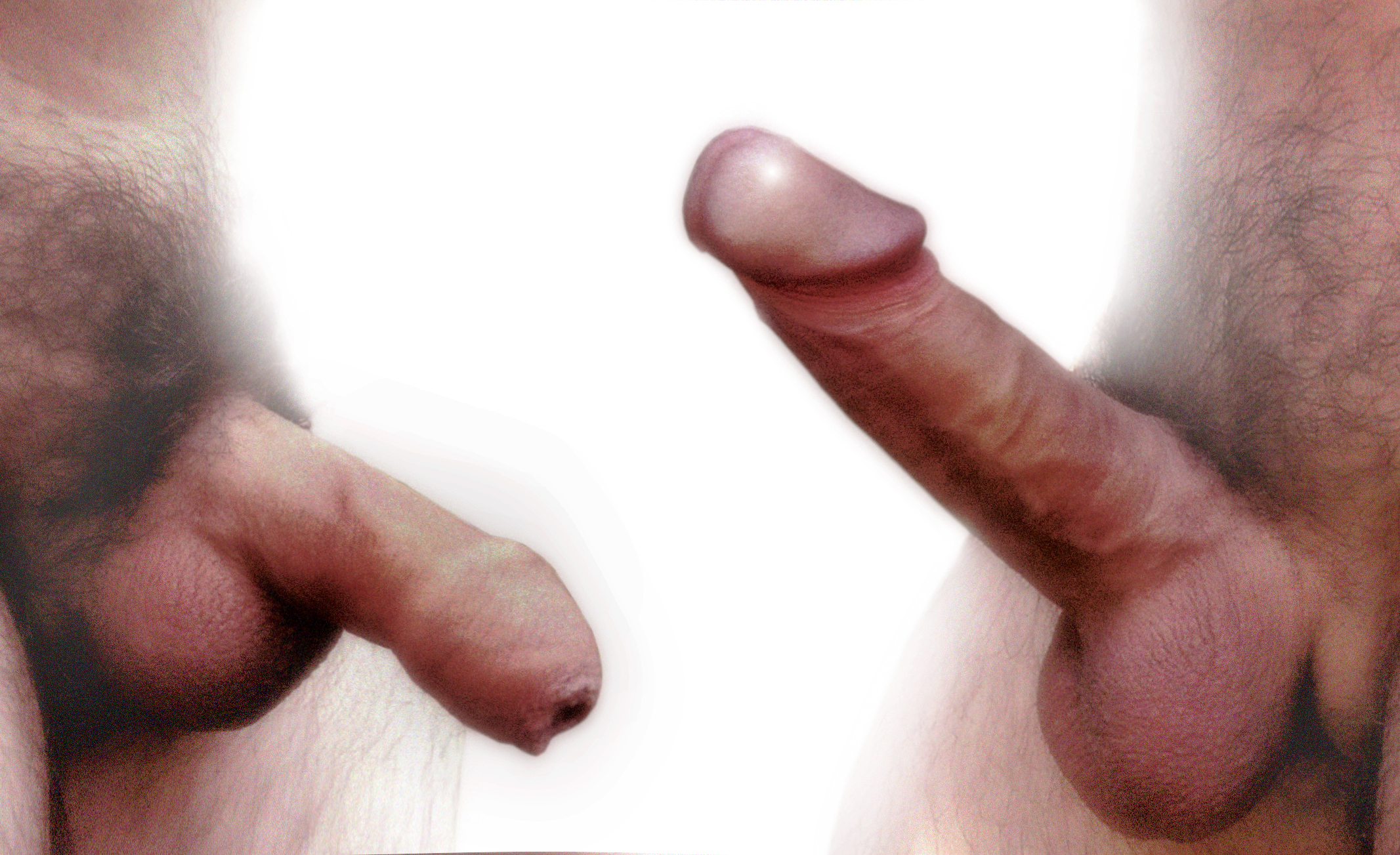
Penis zonder en met erectie

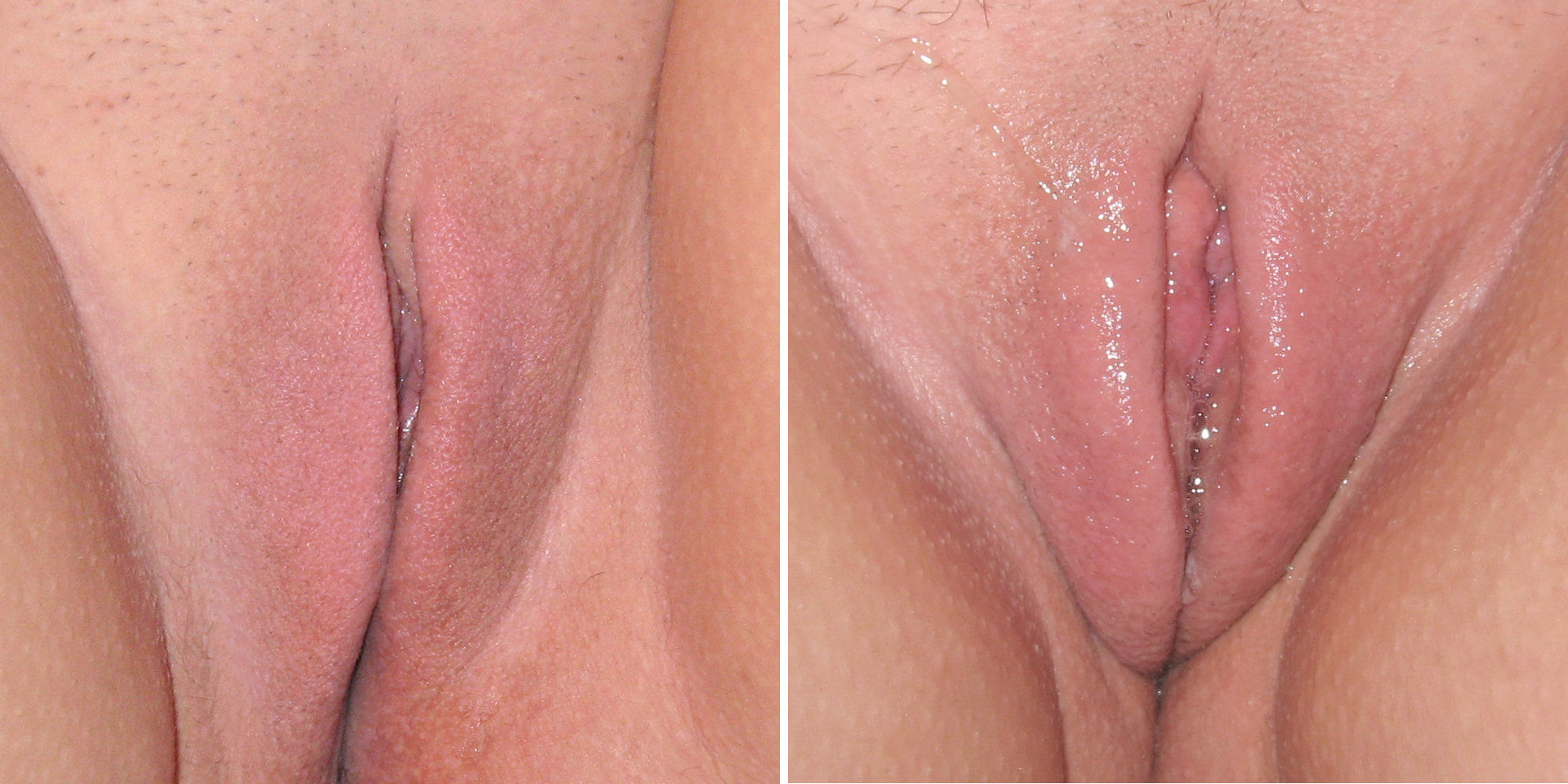
Vulva in normale (links) en opgewonden (rechts) toestand

Seksuele opwinding (zin in seks, in de volksmond geilheid) is de lichamelijke en geestelijke voorbereiding van een mens of dier op de geslachtsgemeenschap. Seksuele opwinding is de tweede fase in de seksuele responscyclus en het voornaamste doel van het zogenaamde voorspel. Zonder seksuele opwinding is gemeenschap niet mogelijk of zeer moeizaam en pijnlijk ('droge seks').
De geestelijke verandering betreft een vergrote aandacht voor seksualiteit. Door vrijgave van endorfine ontstaat een gelukzalig gevoel. Dit leidt vaak tot een verminderde aandacht voor andere zaken.
De duidelijkste lichamelijke veranderingen zijn bij de man normaal gesproken een erectie, al dan niet gepaard gaand met het afscheiden van voorvocht. Een erectie is noodzakelijk om de penis in de vagina te kunnen steken, en voorvocht dient om eventuele urineresten uit de plasbuis weg te spoelen. Bij de vrouw komt vochtafscheiding vrij in de vagina, men zegt in de volksmond dat ze nat is. Dit vocht dient als glijmiddel en is nodig voor een comfortabele geslachtsgemeenschap. Bij de vrouw zwellen verder de schaamlippen enigszins op door vergrote bloedtoevoer naar de vagina. Bovendien gaan ze enigszins uit elkaar staan om de penetratie te vergemakkelijken.
Naarmate de opwinding bij de man langer duurt gaan de Cowperse klieren meer voorvocht afscheiden.
Bij sterke seksuele opwinding bij de man zorgt de cremasterspier ervoor dat de zaadballen hoog opgetrokken worden in de balzak (zie foto). Het scrotum voelt hard en opgezwollen aan; meestal is dit een teken dat de ejaculatie niet lang meer op zich zal laten wachten.
Bij opgewonden vrouwen treedt de zogenaamde vaginale hunkering op. Dit is het verlangen iets in zich te willen voelen. Ook mannen hebben een analoog gevoel, een behoefte om de penis ergens in te steken, dat in de natuur dient om geslachtsgemeenschap te laten plaatsvinden.
Ook minder bewuste signalen kunnen uitgezonden worden als men seksueel opgewonden is; zo vergroten zich de pupillen en treden tintelingen op. Zowel de man als de vrouw vertonen vaak een 'seksblos', ze lopen rood aan in het gezicht of krijgen rode vlekken in gezicht en hals.

## Aangeleerd
Waardoor mensen seksueel opgewonden raken, blijkt in onderzoek vaak aangeleerd te zijn. Een romantische setting, leren kleding of rood ondergoed zouden daarmee niet gegarandeerd leiden tot seksuele opwinding, zolang de persoon in kwestie dat niet met seksualiteit associeert.

## Epididymale hypertensie
Wanneer een man langdurig seksueel opgewonden is maar niet ejaculeert kan epididymale hypertensie ontstaan, een pijnlijke zwelling van de testikels. Ook wel blauwe ballen genoemd.

## Kwijlen
Iemand die trek heeft en voedsel ziet of ruikt zal extra speeksel produceren, het 'water loopt hem in de mond'. Wie minder controle over de tong- en kaakspieren heeft zal daardoor gaan kwijlen.
Kwijlen wordt daarom vaak met verlangen en (hoewel het dus in feite om verlangen naar voedsel gaat) daarom met seksuele verlangens en opwinding geassocieerd, altijd in een negatieve context. Stripverhalen, parodieën en dergelijken tonen dan ook vaak seksueel opgewonden of gefrustreerde mannelijke personen kwijlend, met de tong uit de mond, bij het zien van een aantrekkelijke vrouw. Seksuele opwinding heeft echter geen noemenswaardig effect op speekselproductie.

## Metaforen
De term 'geil' wordt in veel uitdrukkingen gebruikt als metafoor voor iets leuk vinden of graag willen:
- Mediageil of publiciteitsgeil (graag in de media verschijnen)
- Aandachtsgeil (aandacht willen)
- Jij geilt wel erg op zo'n Porsche hè? (je vindt een Porsche wel erg mooi)
- Iemand opgeilen (iemand ergens voor interesseren of letterlijk iemand seksueel opwinden)
- Hij geilt wel erg op haar (hij vindt haar aantrekkelijk of gewoon erg interessant)